# Villán de Tordesillas
Villán de Tordesillas – gmina w Hiszpanii, w prowincji Valladolid, w Kastylii i León, o powierzchni 12,23 km². W 2011 roku gmina liczyła 137 mieszkańców.